# Éloyes
Éloyes is een gemeente in het Franse departement Vosges in de regio Grand Est. De plaats maakt deel uit van het arrondissement Épinal.

## Geografie
De oppervlakte van Éloyes bedraagt 12,5 km², de bevolkingsdichtheid is 260,5 inwoners per km².

## Verkeer en vervoer
In de gemeente ligt spoorwegstation Éloyes.
De onderstaande kaart toont de ligging van Éloyes met de belangrijkste infrastructuur en aangrenzende gemeenten.

## Demografie
Onderstaande figuur toont het verloop van het inwonertal (bron: INSEE-tellingen).